# ویکتور ماتئوس
ویکتور ماتئوس (پرتغالی: Victor Matheus dos Santos Gonçalves؛ زادهٔ ۱۷ سپتامبر ۲۰۰۰) که با نام ویتائو نیز شناخته میشود بازیکن فوتبال اهل برزیل است.